# 怪誕黑家族
是一齣2012年上映的美國喜劇恐怖電影，由導演添·布頓執導。此電影是添·布頓與主角之一的強尼·戴普兩人所合作的第八部作品。另添·布頓的伴侶海伦娜·博纳姆·卡特仍是主角之一，是其第七部合作的電影。而主角之一米雪·菲花則是繼1992年上映《蝙蝠俠再戰風雲》後，相隔20年後與添·布頓再次合作。
電影乃改編自1966年至1971年間於美國廣播公司（ABC）播出的同名電視劇。

## 劇情
18世紀的1752年，約書亞·柯林斯帶著家人自英國利物浦啟航，來到美洲並搭建了柯林斯莊園。20年後他的獨子波拿巴·柯林斯已長大成人，一名女僕安潔莉卡愛上了波拿巴，但在追求不到後便由愛生恨，先用巫術害死了波拿巴的父母；再下咒使波拿巴的戀人喬絲特走上寡婦崖自殺。悲傷的波拿巴也隨後跳下寡婦崖，但安潔莉卡卻詛咒他使其成為永生不死的吸血鬼，並指揮當地居民將他封鎖在棺材中深埋地下。
兩個世紀之後的1972年，維多利亞·溫特斯來到柯林斯莊園應徵家庭女教師，那時柯林斯家族的人只剩伊莉莎白和羅杰姊弟，及他們各自的子女卡洛琳和大衛，僕人威利·盧米斯和強森太太，還有常駐的心理醫生茱莉亞·荷夫曼；整個家族落魄已久，莊園也殘破不堪。同時，當地一群工人在施工時無意挖開波拿巴的墳墓，在吸食工人的血後，波拿巴來到了鎮上，對新世紀的科技很不適應；他隨後進入柯林斯莊園，向伊莉莎白說出自己的身分，並展示當初莊園裡密藏的寶藏。伊莉莎白不得不接受了這個吸血鬼祖先的事實，在次日她將波拿巴介紹給家中的其他人，只是隱瞞了他的吸血鬼身分；而波拿巴卻發現維多利亞似乎就是他以往的真愛喬絲特。
安潔莉卡改名為安潔琳· 寶哲特這時已是小鎮上的顯要，經營著一家船運公司，她也發現波拿巴已醒來。而波拿巴正打算重振家族的聲望和事業，將破落的大宅粉刷一新，還在小鎮建立了一家工廠。安潔琳對此十分不滿，某日夜裡她誘惑了波拿巴與之上床，試圖得回他的愛，但並未成功。
波拿巴在莊園上舉辦了一場舞會，邀請鎮上的顯要參加；維多利亞向波拿巴坦白了自己的身世：她年幼時因能與鬼魂交談，而被無情的父母送進教養院，她受不了殘酷的對待而逃出來，在鬼魂指點下來到了柯林斯莊園。兩人在接吻時卻不巧被不請自來的安潔琳見到。荷夫曼醫生宣稱能透過實驗將波拿巴變回人類，但事實上她只是試圖想獲取波拿巴的血讓自己永生不死，波拿巴在得知真相後憤怒地吸了她的血，並將屍體拋入河中。另一方面，家族中遊手好閒的羅杰因試圖偷竊財寶，也被波拿巴趕出家門。這時一枚懸掛的銀球墜落，波拿巴為了救大衛而被銀球砸中、身上起了火，家中其他人自此知道他是吸血鬼，維多利亞尤其崩潰。
失望的波拿巴去找安潔琳談判，卻被意圖報復的對方鎖在棺材內，放入墓穴；安潔琳還用巫術炸了柯林斯的工廠，並向警長指控柯林斯家族是殺人兇手。在棺材內的波拿巴被大衛救出，及時趕回柯林斯莊園面對安潔琳。安潔琳宣布柯林斯家族經歷的一切苦難都是她一手造成的，當初她害死了大衛的母親、將卡洛琳變成狼人；現在她要徹底毀滅柯林斯莊園。波拿巴、伊莉莎白、卡洛琳和威利皆試圖反抗，但都不敵安潔琳的黑巫術；最終大衛母親的鬼魂現身，重創了安潔琳，臨死的安潔琳還向波拿巴表達了對他的愛意。
伊莉莎白與其他人注視著被大火燒毀的柯林斯莊園。而維多利亞卻走向了寡婦崖，她無法面對凡人與吸血鬼之間的巨大隔閡，在她跳下懸崖的一刻，波拿巴在空中及時吸了她的血將其變成吸血鬼。
片尾荷夫曼醫生在水中睜開眼睛復活。

## 演員
| 演員               | 演員                 | 角色                   | 角色                             | 備註                                                                |
| 中文名             | 英文名               | 角色中文名             | 角色英文名                       | 備註                                                                |
| ------------------ | -------------------- | ---------------------- | -------------------------------- | ------------------------------------------------------------------- |
| 強尼·戴普          | Johnny Depp          | 波拿巴·柯林斯          | Barnabas Collins                 | 被詛咒成為吸血鬼的商人，後遭安潔琳背叛                              |
| 蜜雪兒·菲佛        | Michelle Pfeiffer    | 伊莉莎白·柯林斯·史托特 | Elizabeth Collins Stoddard       | 柯林斯家族的女主人                                                  |
| 海伦娜·博纳姆·卡特 | Helena Bonham Carter | 茱莉亞·荷夫曼醫生      | Dr. Julia Hoffman                | 為大衛治療的心理醫師                                                |
| 伊娃·格蓮          | Eva Green            | 安潔琳· 寶哲特         | Angelique Bouchard               | 會操縱黑巫術的女巫，一心想毀滅柯林斯家族，但也苦戀波拿巴            |
| 科洛·莫瑞兹        | Chloe Grace Moretz   | 卡洛琳·史托特          | Carolyn Stoddard                 | 標準的70年代叛逆少女，但她其實是狼人                                |
| 貝娜·希夫卻德      | Bella Heathcote      | 維多利亞·溫特斯/喬絲特 | Victoria Winters/Josette du Pres | 大衛的家庭女教師，能看見鬼魂，與波拿巴相愛 前世為波拿巴的戀人喬絲特 |
| 約翰·李·米勒           | Jonny Lee Miller     | 羅杰·柯林斯            | Roger Collins                    | 伊莉莎白的弟弟，遊手好閒，對自己的兒子大衛漠不關心                  |
| 格列佛·麥葛拉斯    | Gulliver McGrath     | 大衛·柯林斯            | David Collins                    | 孤單的小男孩，常被家人冷落，能和母親的鬼魂交談                      |
| 傑基·厄爾·哈利     | Jackie Earle Haley   | 威利·盧米斯            | Willie Loomis                    | 柯林斯家族的僕人，喜好喝酒                                          |
| 蕾伊·雪莉          | Ray Shirley          | 強森太太               | Mrs.Johnson                      | 柯林斯家族的僕人，行動遲緩、沉默寡言的老太太                        |
| 克里斯多福·李      | Christopher Lee      | 克拉尼船長             | Clarney                          |                                                                     |

## 製作
於1967年至1971年期間，曾於同名電視劇中飾演主角波拿巴·柯林斯（Barnabas Collins）的資深演員強納森·佛里德（Jonathan Frid）曾於此電影中客串一位舞會客賓，但可惜佛里德本人在電影正式上映前的2012年4月14日去世，享年87歲。

## 評價
本片獲得的反響不佳，爛番茄根據261條專業評論，獲得35%的腐爛度，平均得分5.3/10。

## 外部連結
- 官方网站
- 互联网电影数据库（IMDb）上《Dark Shadows》的资料（英文）
- 豆瓣电影上《怪誕黑家族》的資料 （简体中文）
- Box Office Mojo上《Dark Shadows》的資料（英文）
- 爛番茄上《Dark Shadows》的資料（英文）
- Metacritic上《Dark Shadows》的資料（英文）